# Гоєнзее
Гоєнзее (нім. Geuensee) — громада  в Швейцарії в кантоні Люцерн, виборчий округ Зурзее.

## Географія
Громада розташована на відстані близько 60 км на північний схід від Берна, 23 км на північний захід від Люцерна.
Гоєнзее має площу 6,5 км², з яких на 12,6% дозволяється будівництво (житлове та будівництво доріг), 72,8% використовуються в сільськогосподарських цілях, 14,5% зайнято лісами, 0,2% не є продуктивними (річки, льодовики або гори).

## Демографія
2019 року в громаді мешкало 2874 особи (+19,5% порівняно з 2010 роком), іноземців було 22,2%. Густота населення становила 444 осіб/км².
За віковим діапазоном населення розподілялося таким чином: 25,3% — особи молодші 20 років, 60,6% — особи у віці 20—64 років, 14,1% — особи у віці 65 років та старші. Було 1083 помешкань (у середньому 2,6 особи в помешканні).
Із загальної кількості 947 працюючих 78 було зайнятих в первинному секторі, 459 — в обробній промисловості, 410 — в галузі послуг.